# Florjan Lata
Florjan Lata (Durrës, 2 oktober 1997) is een Albanees voetbalscheidsrechter. Hij is in dienst van FIFA en UEFA sinds 2023. Ook leidt hij sinds 2020 wedstrijden in de Kategoria Superiore.
Op 8 novemebr 2020 leidde Lata zijn eerste wedstrijd in de Albanese nationale competitie. Tijdens het duel tussen Skënderbeu Korçë en Vllaznia Shkodër (0–2) trok de leidsman driemaal de gele kaart. In Europees verband debuteerde hij op 11 juli 2024 tijdens een wedstrijd tussen Floriana en Tre Penne in de eerste voorronde van de UEFA Conference League; het eindigde in 3–1 en de Albanese leidsman gaf vier gele kaarten. Zijn eerste interland floot hij op 9 juni 2025, toen Kosovo met 4–2 won van de Comoren door doelpunten van Albion Rrahmani (driemaal) en Fisnik Asllani en tegentreffers van Saïd Bakari en Rafiki Saïd. Tijdens dit duel gaf Lata vier gele kaarten.

## Interlands
| Datum       | Plaats           | Wedstrijd        | Uitslag | Competitie        | Kreeg geel | Kreeg voor de tweede keer geel en dus rood | Weggestuurd |
| ----------- | ---------------- | ---------------- | ------- | ----------------- | ---------- | ------------------------------------------ | ----------- |
| 9 juni 2025 | Pristina, Kosovo | Kosovo – Comoren | 4 – 2   | Vriendschappelijk | 4          | 0                                          | 0           |

Laatst bijgewerkt op 10 juni 2025.